# Luis Helguera Bujía
Luis Helguera (Santander, 9 de juny de 1976) és un exfutbolista professional càntabre, que jugava de migcampista. És germà del també futbolista Iván Helguera.

## Trajectòria
Després de militar al modest Manchego de Ciudad Real, el 1997 recala al Reial Saragossa, amb qui jugaria esporàdicament en tres campanyes, tot sumant 20 partits.
El 2000 marxa al Calcio italià per jugar a les files de l'Udinese. Va retornar breument a la lliga espanyola a les files del Deportivo Alavés, per tornar a Itàlia, en aquest cas a la Fiorentina. Posteriorment, va jugar a l'Ancona i al Vicenza, tot disputant més d'un centenar de partits amb aquest equip.
El 2008 va militar a les files de la SD Huesca a la Segona Divisió espanyola.